# Frančiškanski samostan Ljubljana - Center
Frančiškanski samostan Ljubljana - Center je eden izmed samostanov Reda manjših bratov v Sloveniji, ki se nahaja na področju, ki ga omejujejo Prešernov trg, Čopova ulica, Knafljev prehod, Miklošičeva cesta in Nazorjeva ulica v Ljubljani. V njem je Frančiškanska knjižnica, prenovljena 2023, ko je bil ob njej na novo urejen tudi frančiškanski muzej. 

## Zgodovina
Frančiškanski samostan na tem mestu je bil ustanovljen leta 1784, ko je Jožef II. Habsburški izselil bosonoge avguštince in njihov samostan predal frančiškanom. Le-ti so se preselili iz samostana na današnjem Vodnikovem trgu. Naslednje leto je bila ustanovljena tudi Župnija Ljubljana - Marijino oznanjenje, ki so jo frančiškani prevzeli leta 1808 in od leta 1886 se v samostanu nahaja tudi provincialat.
Ob prihodu frančiškanov se je dotedanja Avguštinska ulica preimenovana v Frančiškansko ulico; leta 1952 so jo preimenovali v današnjo Nazorjevo ulico.

## Dejavnosti
Samostanski patri in bratje oskrbujejo Župnijo Ljubljana - Marijino oznanjenje, ki ima dve cerkvi: Cerkev Marijinega oznanjenja (župnijska; Prešernov trg) in Cerkev Marijinega obiskanja (podružnična; Rožnik). 
V sklopu samostana delujejo med drugim tudi Frančiškanski družinski inštitut, Center Frančiškanske mladine, Založba Brat Frančišek in od 2023 Frančiškanski muzej.